# Општина Кула
Општина Кула је једна од општина у Републици Србији. Налази се у АП Војводина и спада у Западнобачки округ. По подацима из 2004. општина заузима површину од 481 km² (од чега на пољопривредну површину отпада 45404 ha, а на шумску 279 ha).
Седиште општине је град Кула. Општина Кула се састоји од 7 насеља. Према подацима са последњег пописа 2022. године у општини је живело 35.592 становника (према попису из 2011. било је 43.101 становника). У општини се налази 8 основних и 4 средње школе.

## Географија
Општина Кула истиче се средишњим положајем у Бачкој. Међуфункционална спона и фактор окупљања своје територије је град Кула. Иако је у својој општини ексцентрично положена, по својим вишеструким функцијама Кула има централно значење. Тако изражени функционални централитет сем Врбаса и Сомбора нема ни једно насеље каналске зоне. Специфичност саобраћајно-географског положаја Кулске територије наглашена је моментом транзитно-чворишне деконцентрације на шире подручје Великог Канала, због чега је и Црвенка могла преузети део транзитно-чворишних функција. У том смислу Црвенка се појављује као секундарна поларизацијска тачка која према себи привлачи део Кулске територије и има одговарајућу улогу у функционалној регионализацији. С релативно комплекснијим регионалним учинцима.

## Рељеф
Рељефна једноличност овог подручја је привидна, јер при детаљнијем посматрању долазе до изражаја одређени контрасти, најизразитији у појави и распрострањености повишене лесне заравни (лесног платоа), која у односу на нижу лесну терасу оставља утисак повишеног и засеченог рељефног блока. И један и други рељефни елеменат истичу се тлима високог бонитета што се одражава у појму аграрне вредности ових крајева.

## Клима
Климатска континенталност одражава се негативним јануарским и високим јулским температурама. За годишњи ток температура је упадљиво да се екстреми не подударају с летњим и зимским солстицијем, али с изузецима од ове претежне правилности.

## Насељена места
- Кула
- Крушчић
- Липар
- Нова Црвенка
- Руски Крстур
- Сивац
- Црвенка

## Демографија
Насеља са већинским српским становништвом су Липар, Нова Црвенка, Сивац и Црвенка. Кула има релативну српску већину, Крушчић релативну црногорску. Руски Крстур има русинску већину.
Демографска кретања становништва показују позитивне износе механичког кретања броја становника општине у целини. Позитивна кретања показују и два водећа насеља општине - Кула и Црвенка. Остала насеља исказују наизменично осцилаторне тенденције с негативним вредностима у последњем пописном цензусу.
Хетерогеност и измешаност битна је карактеристика националног састава овог краја. Најбројније је српско становништво, а од националности најзаступљенији су Мађари. Црногорци су најзначајнија имиграциона компонента. Етнички спецификум краја су Русини са својом занимљивом и богатом културном баштином.
| Етнички састав према попису из 2011.‍ | Етнички састав према попису из 2011.‍ | Етнички састав према попису из 2011.‍ | Етнички састав према попису из 2011.‍ | Етнички састав према попису из 2011.‍ |
| ------------------------------------ | ------------------------------------ | ------------------------------------ | ------------------------------------ | ------------------------------------ |
|                                      |                                      |                                      |                                      |                                      |
| Срби                                 | Срби                                 |                                      | 25.237                               | 58,55%                               |
| Русини                               | Русини                               |                                      | 4.588                                | 10,64%                               |
| Црногорци                            | Црногорци                            |                                      | 4.334                                | 10,07%                               |
| Мађари                               | Мађари                               |                                      | 3.412                                | 7,91%                                |
| Украјинци                            | Украјинци                            |                                      | 1.290                                | 2,99%                                |
| Хрвати                               | Хрвати                               |                                      | 569                                  | 1,36%                                |
| остали                               | остали                               |                                      | 1.720                                | 3,99%                                |
| неизјашњено                          | неизјашњено                          |                                      | 1.951                                | 4,52%                                |
| укупно: 43.101                       |                                      |                                      |                                      |                                      |

## Привреда
У привредним функцијама основно значење имају индустрија и пољопривреда. Индустрија са својим капацитетима и производњом далеко прелази општинске оквире. Неке индустријске гране попримају по важности и врсти производње државне релације, а неке се појављују и на страном тржишту са својим квалитетним производима. Индустрију у целини карактерише правилан избор производне оријентације и динамичан развој. У просторном распореду, поред агломеративних, долазе до изражаја и дисперзне тенденције.
У слици аграрног пејзажа долазе до изражаја друштвени поседи. Визуелно наглашени великим пространством и индивидуални поседи с правилном краћом и ужом парцелацијом. Бројчану превласт имају ливаде, а остале категорије тла одраз су еколошке средине рељефних елемената. Иако је водеће насеље Кула положено на источној периферији општинске територије, распоред насеља у целини одражава готово изотелно растојање. На додиру двају рељефних елемената простиру се Кула Црвенка и Сивац. Руски Крстур је најзначајније насеље лесне терасе на којој се налази и Крушчић. На лесној заравни налазе се свега два насеља општине - Липар и Нова Црвенка. Кула и Црвенка као водећа насеља сврстана су у категорију градских насеља с градским проспектима и реконструисаним централним деловима. И у осталим насељима наилазимо у централним деловима на елементе градске архитектуре. Распрострањење и вертикалне линије архитектонских објеката су пропорционалне с величином и значењем насеља.